# Baissea ochrantha
Baissea ochrantha är en oleanderväxtart som beskrevs av Karl Moritz Schumann och Otto Stapf. Baissea ochrantha ingår i släktet Baissea och familjen oleanderväxter. Inga underarter finns listade i Catalogue of Life.